# Tmogvi
Tmogvi (gruz. თმოგვი; arm.: Թմկաբերդ) ruševna je tvrđava i srednjovjekovni grad u južnoj gruzijskoj regiji Samche-Džavahetiji, na lijevoj obali rijeke Kure, nekoliko kilometara nizvodno od špiljskog grada Vardzije.

## Povijest
Naziv "Tmogvi" izveden je iz gruzijske riječi mogvi (მოგვი), što znači "pogani svećenik" ili "mag". Tvrđava se prvi put spominje u izvorima iz 9. stoljeća. Izgrađena je kako bi se kontrolirao drevni trgovački put između visoravni Džavahetija i klanca Kure. Bilo je to presudno vojno uporište u regiji Džavahetiji. Feudalni gospodari regije bili su u to vrijeme Bagratidi, gruzijski ogranak. Gruzijske kronike izvještavaju o brojnim pokušajima preuzimanja dvorca, koje su rijetko su bile uspješne.
Tmogvi je postao značajan nakon što su susjedni grad i tvrđava Tsunda uništeni oko 900. godine. Godine 914. Jusuf ibn Abi'l-Sadž približio se Tmogviju, ali se na kraju povukao i nije ga zauzeo. Bilo je to prvo spominjanje tvrđave u ljetopisima. Početkom 11. stoljeća tvrđava je prešla pod izravnu kontrolu jedinstvenog gruzijskog kraljevstva. Drugi važan događaj dogodio se za vladavine Bagrata III. Kralj je u tvrđavu zatvorio dvojicu vladara vojvodstva Klardžetije, Sumbata III. i njegovog brata Gurgena.
Godine 1073. darovan je u vlasništvo plemiću Nianiji Kuabulisdzeu. Njegovi su ga potomci zadržali u sljedećim stoljećima, prije nego što je prešao drugim, većim, feudalnim obiteljima kao što su Toreli, Tmogveli, Šalikašvili ili Džakeli. Tvrđava se srušila u prvom razornom potresu 1088. godine. U potresu su poginuli vladar Kahaber i njegova supruga. Kraljica Tamara 1191. je godine poklonila tvrđavu Sargisu Mhargrdzeliju. Mhargrdzeli su vladali Tmogvijem gotovo stoljeće. Najpoznatiji među njima, Sargis Tmogveli, bio je također i književnik, pjesnik i filozof. Grad je obnovljen i doživio procvat, a ponovno je uništen u drugom potresu 1283. godine.
Treći potres 1319. godine još je jednom uništio Tmogvi. Arhitekt Teodor obnovio ga je za vladavine Murvana Kathaidzea. Obitelj Šalikašvili bila je posljednji vladar tvrđave u 16. stoljeću. Osmanlijsko Carstvo steklo je kontrolu nad tvrđavom 1578. godine. Mirom u Drinopolju 1829. godine tvrđava je s okolnom regijom pripala Ruskom Carstvu.

## Arhitektura
Dvorac Tmogvi sagrađen je u slikovitom okruženju, na vrhu slabo dostupne planine, visoko iznad rijeke Kure. S dvije strane zaštićen je rijekom, a s ostalih strana dubokim klisurama. Dvorcu se pristupa uskim prolazima, zaštićenim zidinama. Dvorac se širi na tri brežuljka. Spojen je i zaokružen zidom, dugim 150 metara i širokim 3 metra, koji nadopunjuje prirodnu obranu koju nude litice. Na svakom brdu izgrađen je niz kula. Tajni tunel povezuje dvorac s rijekom kako bi omogućio pristup vodi čak i tijekom opsade. Unutar zidova dva rezervoara nakupljaju vodu. Zapadni dio tvrđave bolje je očuvan. Unutar samog dvorca opstao je samo mali broj zgrada. Pretpostavlja se da je četverokutna građevina od pršinca na bazaltnom temelju bila crkva. Izvan zidina, na zapadnoj strani, postoji ruševna crkva Svetog Efrema, s ulomcima fresaka iz 13. stoljeća. Ruševine grada prostiru se daleko od jugoistočnih zidina uz padinu.

## Vanjske poveznice
|  | Zajednički poslužitelj ima još gradiva o temi Tmogvi |